# Omfalos (världens mitt)

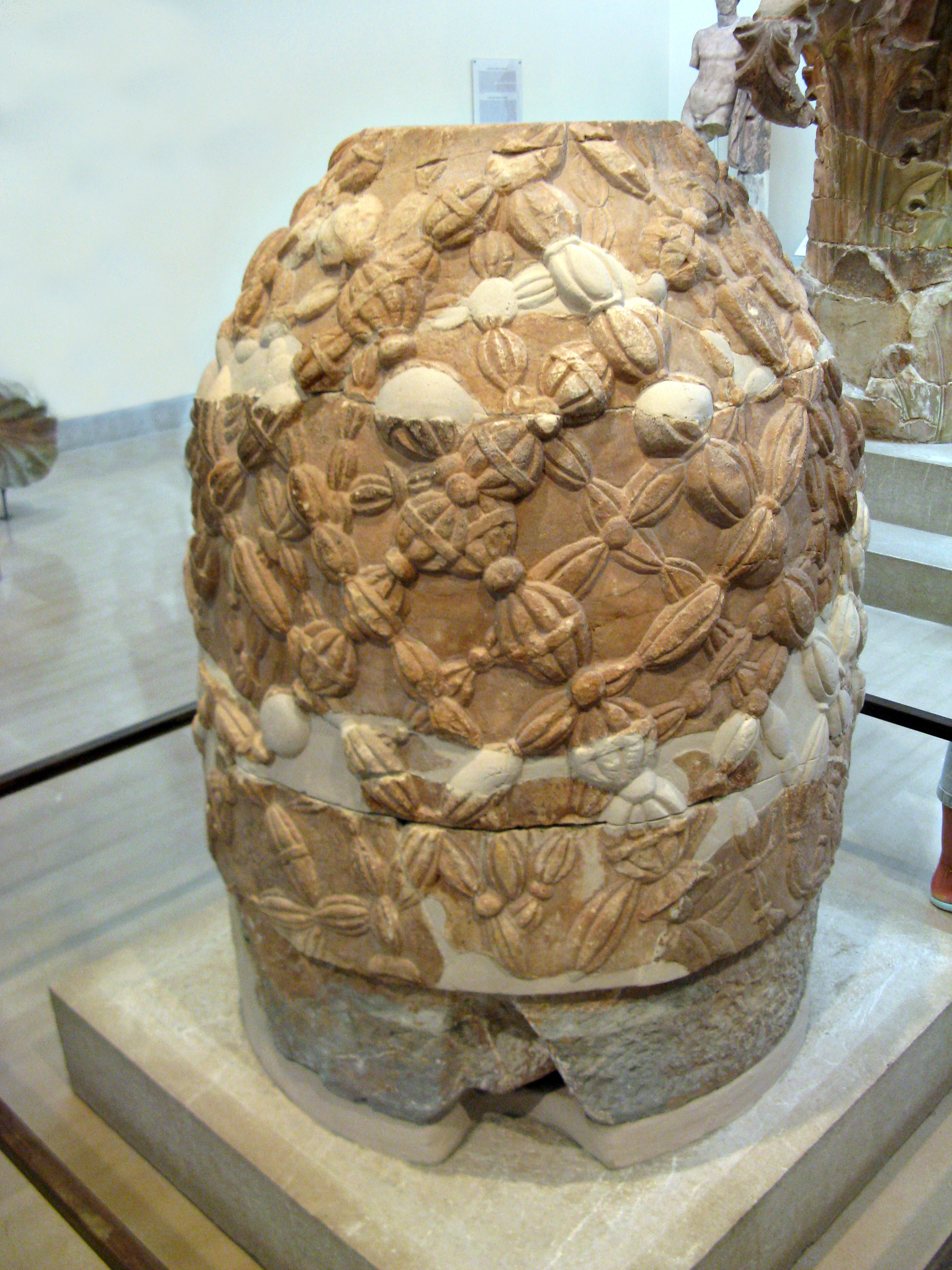
Omfalos i Delfi

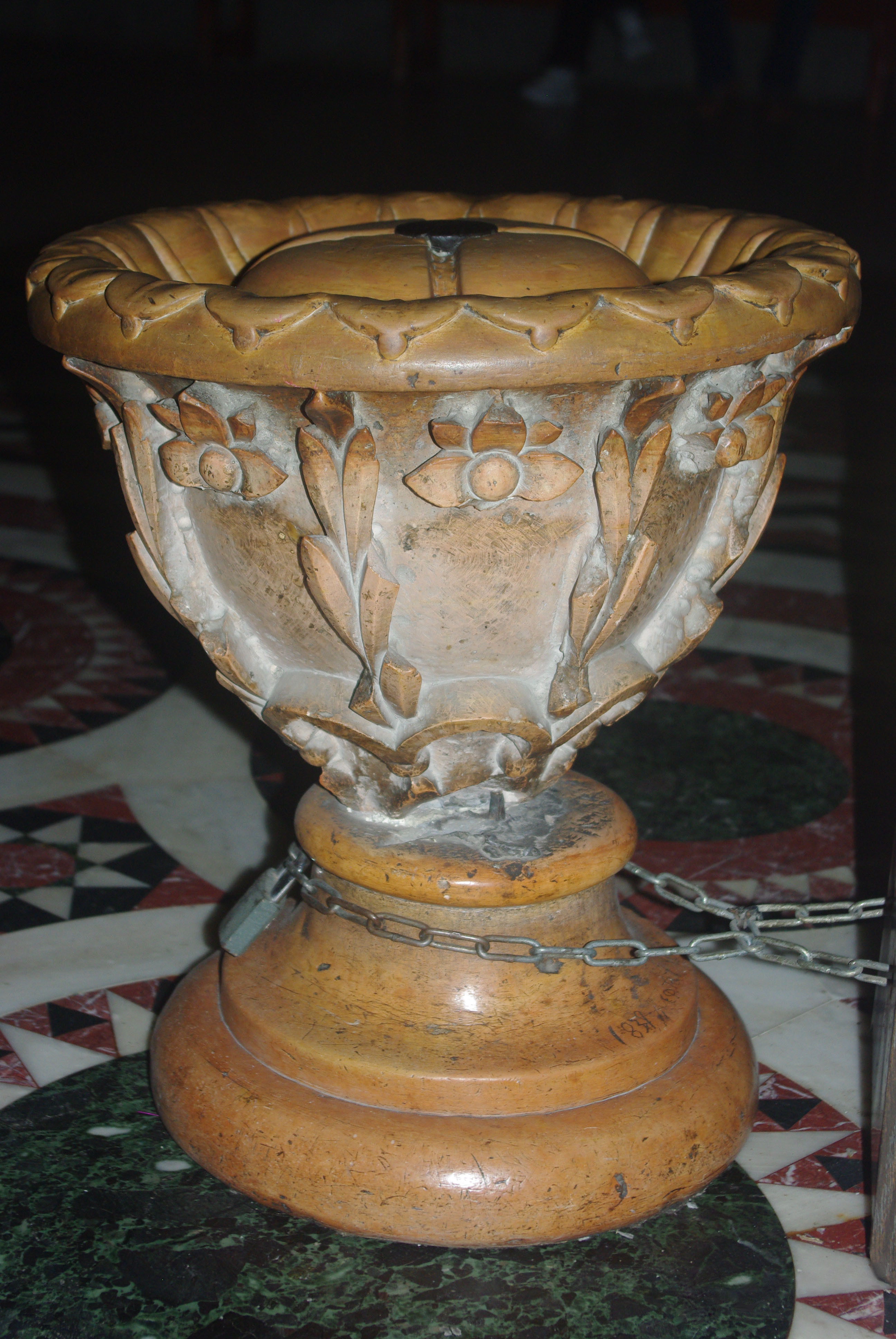
Omfalos i Heliga gravens kyrka, Jerusalem.

Omfalos (grekiska ομφαλός, omphalos, 'navel, världens mitt') är ett kägelformat marmorblock i Apollontemplet i Delfi. Detta föremål från antikens Grekland är sannolikt en relikt från forntida religion.
"Jordnaveln" ansågs ofta beteckna Delfi såsom jordens medelpunkt. Orsaken var tanken att detta var platsen för mötet mellan de två örnar som Zeus enligt en myt samtidigt sänt från världens östra respektive västra hörn. Målet med utsändandet var att utröna var jordens medelpunkt skulle finnas. 
Flera andra platser i världen har betecknats som jordens medelpunkt, inklusive Jerusalem. I den heliga gravens kyrka i Jerusalem finns också en omfalos.